# 多斑無線鰨
多斑無線鰨又名多點無線鰨，为舌鰨科無線鰨屬下的一个种，為熱帶海水魚，分布於西北太平洋台灣海域，體長可達9.4公分，棲息在底層水域，生活習性不明。

## 扩展阅读
維基物種上的相關：多斑無線鰨